# کوواچی (راشکا)
کوواچی (به صربی: Kovači) یک منطقهٔ مسکونی در صربستان است که در Raška واقع شده‌است. کوواچی ۲۸۳ نفر جمعیت دارد.